# Mickaël Gelabale
Mickaël Gelabale (Pointe-Noire, 22 de Maio de 1983) é um basquetebolista profissional francês que atualmente defende o Le Mans na Liga Francesa de Basquetebol e na Euroliga. Representa a Seleção Francesa em competições internacionais.